# Biblioteca Palafoxiana

A Biblioteca Palafoxiana é uma biblioteca no centro histórico da cidade de Puebla, no estado mexicano de Puebla. Fundada em 1646, é reconhecida pela UNESCO por ser a primeira e mais antiga biblioteca pública das Américas, Possui mais de 45.000 livros e manuscritos, que vão do século XV ao XX.

## História

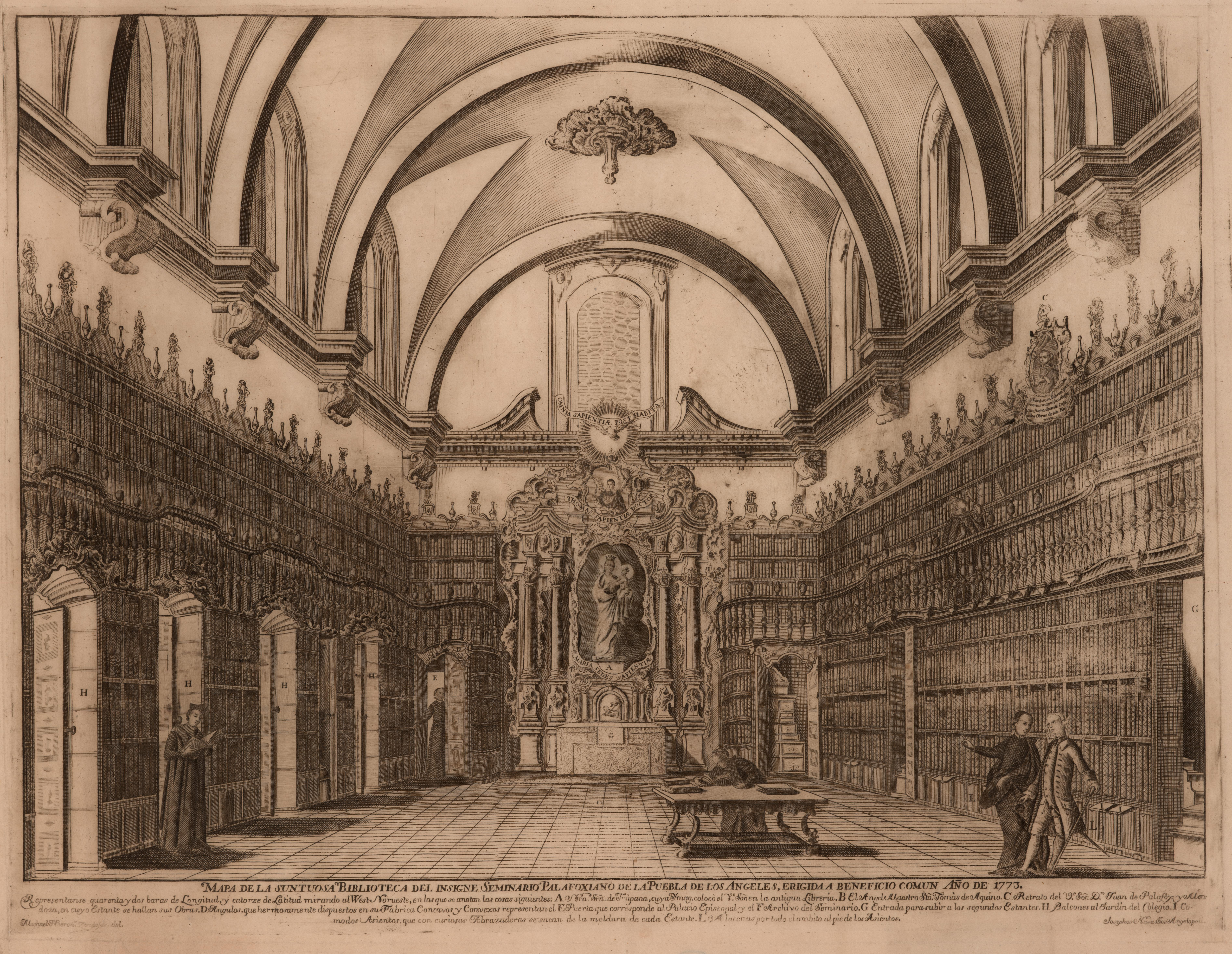
Mapa da suntuosa Biblioteca do distinto Seminário Palafoxiano de La Puebla de los Ángeles, erguido para benefício comum. Ilustração de 1773 de Miguel Jerónimo Zendejas. Coleção: Biblioteca John Carter Brown

A Biblioteca Palafoxiana deve seu nome e fundação a Juan de Palafox y Mendoza, bispo de Puebla. Ele era um amante de livros, e é citado como tendo dito:
Aquele que tem sucesso sem livros está em uma escuridão inconsolável, em uma montanha sem companhia, em um caminho sem báculo, na escuridão sem um guia.
Em 6 de setembro de 1646, Palafox y Mendoza doou 5.000 de seus próprios itens ao Colégio de San Juan - que foi fundado por ele - com a condição de que fossem disponibilizados ao público em geral. Ele escreveu que "é muito útil e conveniente que haja nesta cidade e reino uma biblioteca pública, onde todos os tipos de pessoas possam estudar como quiserem".

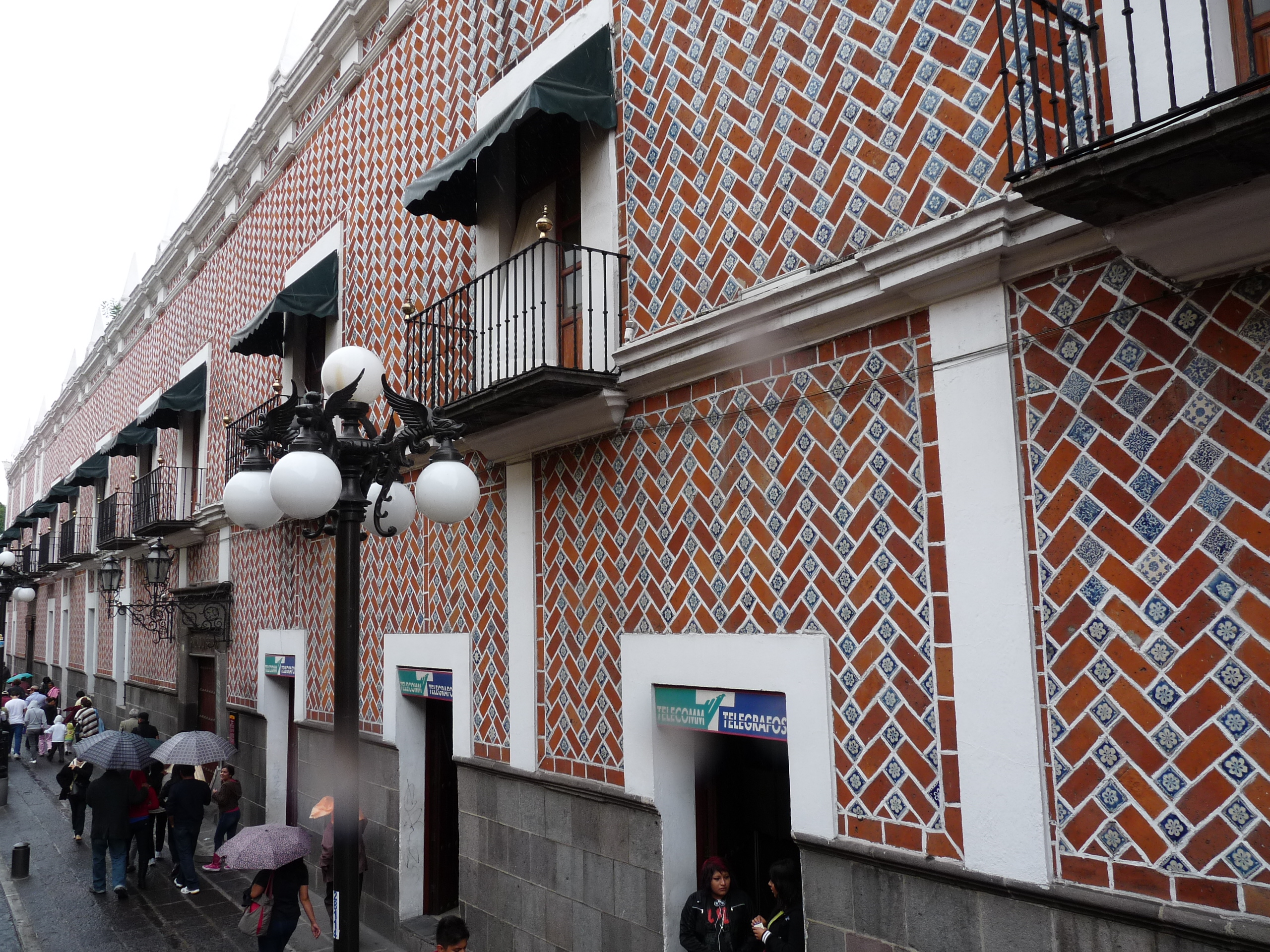
A fachada exterior, coberta com cerâmica colonial Talavera

Mais de um século depois, Francisco Fabián y Fuero ordenou a construção das instalações que hoje abrigam a Biblioteca Palafoxiana. Ele doou sua própria coleção, e as coleções dos bispos Manuel Fernández de Santa Cruz e Francisco Pablo Vázquez e do decano da Catedral Francisco Irigoyen foram gradualmente adicionadas, assim como volumes de escolas religiosas e indivíduos de Puebla. Livros confiscados dos jesuítas após sua expulsão em 1767 também foram adicionados.
A biblioteca foi concluída em 1773, composta por um salão abobadado de 43 metros de comprimento no segundo andar do Colégio. Dois níveis de estantes foram construídos, e um retablo da Madonna de Trapani por Nino Pisano foi adquirido. Em meados do século XIX, o tamanho da coleção exigia um terceiro nível de estantes.
Dois terremotos em 1999 causaram danos ao edifício e às prateleiras, levando a um programa de restauração em 2001. A biblioteca está aberta de terça a sexta das 10h às 18h e sábado e domingo das 10h às 18h.
A biblioteca tem sido, desde a sua criação, utilizada por qualquer pessoa que deseje estudar.
Hoje abriga o Instituto de Pesquisas Bibliográficas que se encarregou de publicar "Los Impresos de la Biblioteca Palafoxiana" promovendo o valor histórico das coleções e seu museu.

## Coleções
A Biblioteca Palafoxiana possui mais de 41.000 livros e manuscritos, dos séculos XV ao XX. Possui três coleções principais: livros antigos, manuscritos, panfletos e brochuras. Ele também tem nove incunábulos. O texto mais antigo da biblioteca é a Crônica de Nuremberg, datada de 1493.